# Digswell
Digswell – wieś w Anglii, w hrabstwie Hertfordshire, w dystrykcie Welwyn Hatfield. Leży 9 km na zachód od miasta Hertford i 35 km na północ od centrum Londynu.